# Крест Виктории
Крест Викто́рии (англ. Victoria Cross, VC) — высшая военная награда Великобритании, вручается за героизм, проявленный в боевой обстановке. Крестом Виктории могут быть награждены военнослужащие всех званий и родов войск, а также гражданские лица, подчиняющиеся военному командованию.

## Общая информация
Награда учреждена 29 января 1856 года, указ позволял ретроактивные награждения за события вплоть до 1854 года, это было сделано для того, чтобы наградить отличившихся во время Крымской войны. Первая церемония награждения состоялась 26 июня 1857 года, всего произведено 1 356 награждений. Самое большое количество награждений Крестом Виктории по итогам одного боя состоялось в 1879 году после Роркс-Дрифта: этой чести удостоились сразу 11 человек.
Крест выполнен из бронзы, имеет форму т. н. Cross pattée (крест, у которого лучи сужаются к центру, но не имеют, в отличие от Мальтийского креста, вырезов на концах), на лицевой стороне изображён лев, стоящий на короне, и лента со словами «За Доблесть» (англ. For Valour). Крест крепится к одежде при помощи колодки, обтянутой муаровой лентой малинового цвета. На обратной стороне колодки гравируется номер, имя, звание, и подразделение награждённого, на обратной стороне креста — дата совершения подвига, за который было произведено награждение.
Принято считать, что все кресты изготовлены из бронзы русских орудий, захваченных после взятия Севастополя, однако современные исследования ставят под сомнение то, что кресты, изготовленные до 1914 и в промежутке между 1942 и 1945 годом, действительно отлиты из этого металла.
В январе 1991 года был учреждён Крест Виктории для Австралии (первое награждение в 2009 году), в феврале 1993 года был учреждён Крест Виктории для Канады (пока не вручался), в сентябре 1999 года был учреждён Крест Виктории для Новой Зеландии (первое и пока единственное награждение в 2007 году — капрал Вилли Апиата). До учреждения этих наград гражданам этих стран Британского содружества (ранее — Британской империи) вручались обычные Кресты Виктории.
В настоящее время (август 2025 года) остаются в живых 3 кавалера оригинального Креста Виктории, 3 кавалера Креста Виктории для Австралии и 1 кавалер Креста Виктории для Новой Зеландии. Последним кавалером Креста на февраль 2015 года является Джошуа Лики.
В XIX веке более 50 портретов кавалеров Креста Виктории были выполнены художником Дезанжем и размещены в галерее Креста Виктории. На сегодняшний день коллекция распылена.
Награжденные Крестом Виктории не могут быть лишены этой награды ни при каких обстоятельствах.

## Ныне живущие кавалеры
| Имя                                            | Год рождения | Год награждения |
| ---------------------------------------------- | ------------ | --------------- |
| Кит Пэйн                                       | 1933         | 1969            |
| Джонсон Бехарри                                | 1979         | 2005            |
| Вилли Апиата Крест Виктории для Новой Зеландии | 1972         | 2007            |
| Марк Дональдсон Крест Виктории для Австралии   | 1979         | 2009            |
| Бен Робертс-Смит Крест Виктории для Австралии  | 1978         | 2011            |
| Дэниел Кигрен Крест Виктории для Австралии     | 1983         | 2012            |
| Джошуа Лики                                    | 1988         | 2015            |